# 青銅製登龍噴水器
青銅製登龍噴水器，另稱三爪龍噴水池、百年金龍是一座位於臺灣臺北市中山區的龍形青铜雕塑，今保存於圓山大飯店。

## 概要
該雕塑由總督府建築技師森山松之助設計，技術官僚齋藤靜美所鑄造。其中龍的頭部是由黃銅製作，其中一爪是由鑄鐵製作，二部位和龍身乃用水泥等及鐵條連接，1919年11月28日，館野弘六將青銅製登龍噴水器向臺灣神社供奉。當時雕塑設置於戶外，位於臺灣神社內苑第一座鳥居外側旁。
戰後時期，隨著臺灣神社拆除改建為圓山大飯店，噴水池於1956年被移置圓山大飯店二樓的金龍廳內，並在雕塑上方的八卦陣設有透明天窗，可讓陽光照射入內，其雕塑於1987年漆上金色。
2023年6月23日，金龍廳天井天花板因白蟻蛀蝕而掉落，導致金龍的頭部受到波及而受損。圓山飯店指出已經會同工藝師進行修復作業，預計在一星期內可以完成。
2023年7月6日，第一階段修復後的金龍重新亮相，修復團隊表示這可能不是金龍第一次受損，部分細節，包括顏色，龍頭、龍鬚的角度，手上的龍珠消失，和原先的工藝不符，並將研擬進行第二階段的修復。台灣雕塑工藝專家蒲浩明則表示「龍的頂部可能在1956年以來，可能就已經斷過兩次，第一次可能是透過混擬土來銜接，第二次可能是用黏著劑來銜接的。」、資深修復師潘怡伶則表示經過科學分析，龍頭、龍爪斷面處有混凝土，推論是先前銜接或填補裂的材料。
2024年，圓山大飯店於飯店廣場復刻神龍噴泉，並舉行「穿越百年時空‧圓山雙龍巡禮」揭幕儀式。

## 基本資料
該雕塑的的特徵共有典型龍的蛇身、鹿角、鷹爪、魚鱗、蝦子鬚，其中龍爪則以三爪之方式實際呈現。

## 另見
- 原樺山資紀銅像基座
- 巴旅館